# Martyrs Chrétiens
Martyrs Chrétiens è un cortometraggio del 1905 diretto da Lucien Nonguet.

## Trama
Scena drammatica e realistica in 3 dipinti:
1. I martiri
2. Daniele nella fossa dei leoni
3. La festa di Balthazar